# Гней Квинтилий Вар
Гней Квинтилий Вар (на латински: Cnaeus Quintilius Varus) е сенатор и политик на Римската република през 4 век пр.н.е.

## Биография
Произлиза от клон Вар на фамилията Квинтилии.
През 331 пр.н.е. Квинтилий Вар е избран за диктатор clavi figendi causa. Неговият началник на конницата e Луций Валерий Поцит. Консули на годината са Марк Клавдий Марцел и Гай Валерий Поцит Флак, който е брат на Луций Поцит.
По това време Александър I, царят на Епир преговаря с римляните за съюз против самнитите, но е убит 331 пр.н.е. при битка близо до Пандозия при неочаквано нападение от съюзниците му луканите и брутите от един от Брутиум.